# Howard Davies (Hürdenläufer)
Howard Davies (Howard Quail Davies; * 28. November 1906; † Oktober 1993) war ein südafrikanischer Hürdenläufer und Sprinter.
Bei den British Empire Games 1930 in Hamilton gewann er mit seiner persönlichen Bestzeit von 14,7 s Silber über 120 Yards Hürden und mit der südafrikanischen 4-mal-110-Yards-Stafette Bronze.